# Петроглифы в Шапе
Камни с петроглифами в городе Шапа (Сапа) вьетнамской провинции Лаокай обнаружил французский археолог в 1925 году. Узоры на камнях: лестницы, люди, дорога, круговые канавки, мужские и женские фигуры. В 1997 году эти объекты внесены в предварительный список всемирного культурного наследия ЮНЕСКО.